# 大同乡 (塔什库尔干县)
大同乡，是中华人民共和国新疆维吾尔自治区喀什地区塔什库尔干塔吉克自治县下辖的一个乡镇级行政单位。

## 行政区划
大同乡下辖以下地区：
阿依克日克村、阿克托尕兰干村、库尔克兰干村和克其克同村。